# عروس النيل
عروس النيل هي أسطورة مصرية تقول بأنه في عيد وفاء النيل كان المصريين القدماء يلقون بعروس من أجمل البنات في النيل كقربان كي يفيض النيل. لا يوجد دليل أثري واحد يؤيد وجود عادة إلقاء فتاة في نهر النيل ولو كان موجودًا بالفعل لذُكر ضمن مراسم جميع الأعياد المصرية القديمة ولم يذكر في التاريخ المصري تقديم المصريين قرابين بشرية.

## تاريخ الأسطورة
تعود تلك الأسطورة لروايتين الأولى أوردها المؤرخ الأغريقي بلوطرخس والتي تقول إن إيجبتوس ملك مصر أراد إتقاء كوارث نزلت بالبلاد، فأشار إليه الكهنة بإلقاء فتاة في النيل ففعل، ثم لحق به ندم شديد فألقى بنفسه وراءها أما الرواية الثانية تعود للعصر الإسلامي حيث أورد المؤرخ ابن إياس في موسوعته بدائع الزهور في وقائع الدهور، أنه في سنة 23 هـ، جاء جماعة من الأقباط إلى عمرو بن العاص وقالوا: أيها الأمير إن لنيلنا «سُنة» في كل سنة لا يدري إلا بها، فقال لهم فما هي؟، فقالوا إذا اثنتى عشرة ليلة تخلو من بؤنة من الشهور القبطية عمدنا إلى جارية بكر وأخذنها من أبويها غصبا، وجعلنا عليها الزينة، ثم نلقيها في النيل في مكان معلوم عندنا.

## السينما
قدمت السينما المصرية قصة الأسطورة من خلال فيلم عروس النيل عام 1963. الفيلم يحكي قصة حب خيالية بين رجل من العصر الحديث وآخر عروس نيل مصرية «هاميس»، والفيلم من فكرة لبنى عبدالعزيز الذي قامت بدور البطولة فيه وإخراج فطين عبدالوهاب، وشاركها رشدي أباظة، شويكار وعبدالمنعم إبراهيم.